# Cause célèbre

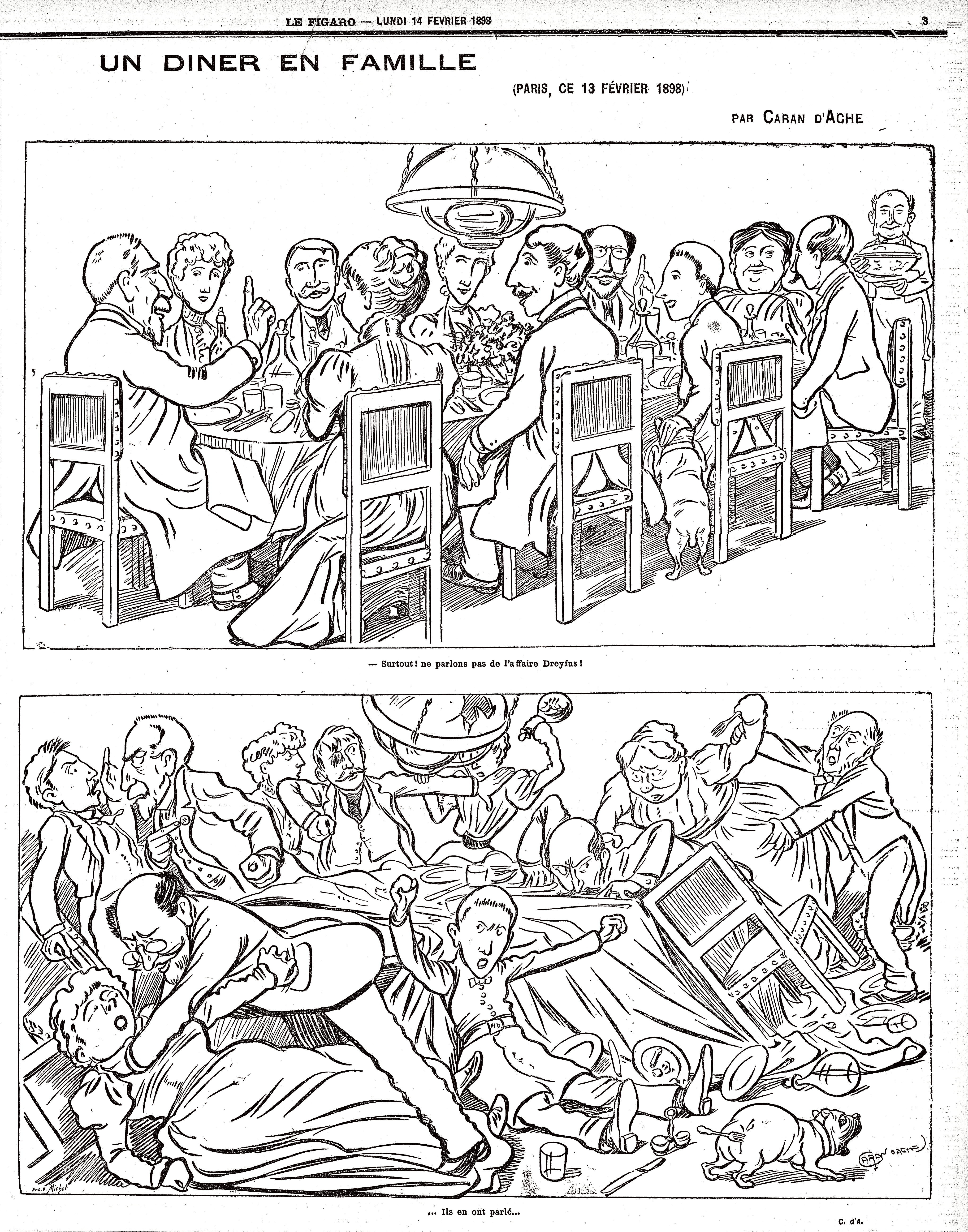
Còmic sobre l'Afer Dreyfus, un fet de cause célèbre a França.

Una cause célèbre (plural: causes célèbres, terme francès per a "causa cèlebre"), és un afer o incident que suscita gran controvèrsia fins i tot al marge del mateix problema, i que genera debat públic. El terme és especialment usat en relació amb casos legals cèlebres. És una frase francesa d'ús comú en anglès. La frase es va originar al volum núm. 37 de Nouvelles Causes Célèbres, publicat el 1763. Cal tenir en compte que el francès antic (anglo-normand) era l'idioma del Dret a Anglaterra, a partir d'uns dos-cents anys després de la conquesta normanda el 1066 (entre 1275 i 1310 aproximadament), fins al 1731. Alguns dels termes en francès antic que es feien servir en aquells moments (Law French o Francès Legal) continuen en ús avui en dia com a paraules franceses pronunciades a l'estil anglès: appeal, attorney, bailiff, bar, claim, complaint, counsel, court, defendant, demurrer, evidence, indictment, judge, judgment, jury, justice, party, plaintiff, plea, plead, sentence, sue, suit, summon, verdict, voir dire…. És cert que moltes d'aquestes 
paraules d'aparença francesa poden no correspondre's amb les normes del francès modern (per exemple voir a voir dire té un significat completament diferent en francès modern. En aquest cas també, el dire es pronuncia en francès modern "dĭr", amb una i curta, mentre que l'adaptació fonètica a l'anglès ha provocat que es pronunciï "dīre", amb i llarga i accentuant la presència de la e.